# Кольер, Джордж
Сэр Джордж Кольер (англ. George Collier 11 мая 1738 − 6 апреля 1795) — офицер Королевского флота, впоследствии вице-адмирал, политик. Служил во время Семилетней войны, Американской войны за независимость и Французских революционных войн. Как командир HMS Rainbow стал одним из самых успешных британских капитанов на начальном этапе войны с американскими колониями. Он добился значительных успехов в качестве старшего офицера на Североамериканской станции, организовал и провел несколько эффективных рейдов и контр-ударов. Был сменен, вернулся в Великобританию, участвовал в заключительных военных действиях в европейских водах. На берегу начал политическую карьеру. Ненадолго вернулся к службе с возобновлением войны с Францией, дослужился до адмиральского звания, но вскоре умер.

## Молодые годы
Родился в Лондоне 11 мая 1738 года, старший сын Джорджа Кольера. Происходил из среднего класса. Поступил в Королевский флот в 1751 году. Служил сначала в британских водах и в Ост-Индии с сэром Джорджем Пококом во время Семилетней войны. Произведен в коммандеры 6 августа 1761 года. Затем, уже полным капитаном, 12 июля 1762 года назначен на фрегат HMS Boulogne. С заключением Парижского мира в конце Семилетней войны Boulogne была выведена в резерв, и Кольер получил в командование HMS Edgar, брандвахту в Плимуте, где находился в течение следующих трех лет. Командовал последовательно фрегатами HMS Tweed, HMS Levant и HMS Flora.
Масон, в начале 1770-х находился в Санкт-Петербурге, где в 1771—1772 годах посещал заседания ложи «Совершенного согласия».

## Американская война за независимость
С началом американской войны за независимость Кольер был послан на Североамериканскую станцию, где выполнил ряд успешных заданий, которые привели к возведению в рыцарство в 1775 году. Затем он был назначен командиром 44-пушечного двухдечного корабля HMS Rainbow и в мае 1776 года вышел в Северную Америку. По возвращении в американские колонии, Кольер поддерживал высадку генерала Уильяма Хау на Лонг-Айленд, 22 августа 1776 года. Направлен адмиралом Ричардом Хау в Галифакс (Новая Шотландия), в качестве старшего капитана (коммодора). 8 июля 1777 года после долгой погони захватил американский фрегат USS Hancock. Через месяц подкрепил успех, уничтожив припасы в Махиас, штат Мэн, тем самым назрушив американские планы вторжения в Новую Шотландию. Захват города, однако, не удался. 17 июня 1777 года получил благодарность провинциального собрания Новой Шотландии за усилия по обеспечению безопасности в провинции.
Кольер оставался в Галифаксе, пока 4 апреля 1779 года не получил приказ сменить уходящего адмирала Джеймса Гамбье в качестве коммодора и исполняющего обязанности командующего Североамериканской станции. После этого перешел в Нью-Йорк и поднял свой флаг на 64-пушечном HMS Raisonnable. Его эскадра была ослаблена выделением многих кораблей для Джона Байрона и Уильяма Хотэма в Вест-Индии. Тем не менее Кольер организовал и с генералом Эдвардом Мэтью успешно провел Чесапикский рейд в Вирджинии. Вернулся в Нью-Йорк.
30 мая участвовал в нападении на Стони-пойнт, Нью-Йорк, в поддержку сэра Генри Клинтона, потопил американский корабль, вывозивший добычу и припасы из форта. Также поддерживал с моря рейд Уильяма Трайона на порты Коннектикута в июне. Вернулся в Нью-Йорк в конце августа. В это время он узнал, что американцы совершили нападение с суши и моря на недавно созданный британский форпост в заливе Пенобскот. Кольер собрал свои силы и поспешил туда на своем флагмане, во главе четырех фрегатов. Он не мог атаковать как только прибыл, и был вынужден ждать рассвета чтобы продвинуться вверх по реке. К тому времени как он вошел в гавань, американцы вернулись на суда и отступили вверх по реке. Кольер погнался следом, и в конце концов заставил их сжечь свои корабли и бежать в лес. Четыре вооруженных судна тем не менее попали в его руки, в то время как целый флот из 19 боевых кораблей и 24 транспортов был уничтожен. Это было крупнейшее поражение повстанческих морских сил, позже названное «худшее поражение Соединенных Штатов в море до атаки на Перл-Харбор». Когда королю Георгу III доложили о подвигах Кольера, он сказал:
Примечательно, как сэр Джордж Кольер, с такими скудными силами, в течение пяти месяцев смог добиться против мятежников большего, чем адмиралы, командовавшие большими флотами.
Его сменил в качестве главнокомандующего адмирал Мариот Арбютнот, в то время как Кольер находился в море. Кольер был отозван в Великобританию. Ушел домой на HMS Daphne, и прибыл в Портсмут 29 ноября 1779 года. В начале 1780 года принял командование 74-пушечным HMS Canada. Получил приказ действовать в Английском канале, и 12 апреля 1781 года принял участие в снятии осады с Гибралтара с флотом вице-адмирала Джорджа Дарби. Возвращаясь в Англию, наткнулся на, и после короткого боя взял 40-пушечный испанский фрегат Santa Leocadia. По возвращении подал в отставку, из-за некоего несогласия с правительством, или Первым лордом Адмиралтейства Сэндвичем.

## Поздние годы
Кольер использовал время на берегу, чтобы начать карьеру в политике. Он был избран в парламент от Хонитона в 1784 году, но вернулся в море в 1790 году, во время так называемого Испанского вооружения. Командовал 98-пушечным HMS St George, пока в феврале 1793 года не был произведен в контр-адмиралы. 12 июля 1794 года был повышен до вице-адмирала синей эскадры, и в январе 1795 года получил назначение главнокомандующим в Норе. Занимал должность всего несколько недель; был вынужден уйти в отставку из-за плохого здоровья. Вице-адмирал Джордж Кольер умер в Лондоне 6 апреля 1795 года.

## Семья и другие достижения
Кольер был женат дважды, в 1773 году на Кристине Гвин, с которой имел сына, и снова в 1781 году на Элизабет Фрайер, с которой имел двух дочерей и четырех сыновей. Два сына пошли в армию, двое другие по стопам отца на флот. Одним из них был Фрэнсис Август Кольер, который, как и его отец, достиг адмиральских чинов.
До американской войны за независимость сэр Джордж написал сценическую версию сказки Красавица и Чудовище под названием «Селима и Азор». Она была исполнена на Друри-Лейн в 1776 году, и получила благоприятные отзывы. Он также написал отчет о своих визитах в Париж и Брюссель летом 1773 года, которые были опубликованы его внучкой в 1885 году под названием «Франция накануне Великой революции».